# Khokling
Khokling (en népalais : खोकलिङ) est un comité de développement villageois du Népal situé dans le district de Taplejung. Au recensement de 2011, il comptait 3 376 habitants.